# Goli v sedlu
Goli v sedlu (v izvirniku angleško Easy Rider) je ameriški film režiserja Dennisa Hopperja in producenta Petra Fonde, ki je izšel leta 1969 v distribuciji Columbia Pictures. Scenarij so napisali Hopper, Fonda in Terry Southern. 
Gre za zgodbo o dveh motoristih (zaigrala sta ju Fonda in Hopper), ki potujeta po jugozahodu in jugu ZDA da bi si ogledala festival mardi gras v New Orleansu. Skozi njune oči predstavlja socialne motive, kot so kontrakultura, vzpon in padec gibanja hipijev, uživanje drog in življenje v komunah.
Kot eden mejnikov ameriške kontrakulture 1960. let je zaznamoval generacijo. Njegov uspeh je sprožil novi val hollywoodskega filma v zgodnjih 1970. letih, bil pa je tudi odskočna deska za kariero takrat še neuveljavljenega Jacka Nicholsona, ki je zaigral eno od stranskih vlog in bil zanjo nominiran za oskarja, zlati globus ter nagrado Bafte. Za oskarja je bil nominiran tudi scenarij, Hopper pa je prejel nagrado za režiserski prvenec na festivalu v Cannesu tistega leta. Kot »kulturno, zgodovinsko ali estetsko pomemben film« ga je ameriška Kongresna knjižnica leta 1998 uvrstila v Narodni filmski register.